# Дмитровичі (Березинський район)
Дмитровичі (біл. вёска Дзьмітравічы) — село в складі Березинського району Мінської області, Білорусь. Село є адміністративним центром Дмитровицької сільської ради, розташоване в східній частині області.